# آبشار ژوهانسبورگ
آبشار ژوهانسبورگ (به انگلیسی: Johannesburg Falls) آبشاری است در ایالت واشینگتن در ایالات متحده آمریکا که ۷۵۱ متر ارتفاع دارد.  این آبشار نوزدهمین آبشار بلند جهان است.